# 138P/Shoemaker-Levy
138P/Shoemaker-Levy lub 138P/Shoemaker-Levy 7 – kometa krótkookresowa, należąca do rodziny komet Jowisza.

## Odkrycie
Kometa została odkryta 13 listopada 1991 roku w Obserwatorium Palomar w Kalifornii. Jej odkrywcami jest trójka astronomów Carolyn Shoemaker, Eugene Shoemaker oraz David Levy.

## Orbita komety
Orbita komety 138P/Shoemaker-Levy ma kształt elipsy o mimośrodzie 0,53. Jej peryhelium znajduje się w odległości 1,7 j.a., aphelium zaś 5,54 j.a. od Słońca. Jej okres obiegu wokół Słońca wynosi 6,89 roku, nachylenie orbity do ekliptyki to wartość 10,09˚.